# Алкіди (міфологія)
Алкіди (д.-грец. одн. Ἀλκείδης, «потомок Алкея»; Алкей [Ἀλκαῖος] — ім'я, дане Гераклу під час народження) — персонажі грецької міфології, сини Геракла та Мегари, старша дочка фіванського правителя Креонта. За різними версіями, Алкідов було від двох до вісьми. У припадку насланеного йому богинею Герою безумства Геракл убив їх усіх, а також двох дітей свого брата Іфікла — прийняв їх за дітей Єврісфея.
В. Метьюз виділяє дві версії способів убивства дітей: Геракл або застрелив їх (Єврипід, Діодор, схолії до Лікофрону, Мосх), або кинув у вогонь (Псевдо-Аполлодор, Ферекид). Безсумнівно, Еврипід відхилився від архаїчної традиції, розміщауючи убивство дітей після виведення Гераклом Цербера з Аїду..
Менекрат писав, що вони називалися Алкідами, а не Гераклідами, як наступні діти Геракла. У четвертій Істмійській оді Мелісу Фіванському Піндар говорить про принесення в його час жертв вісьмох дітей біля воріт Електри. Схолії до вказаного місця Піндара містять найбільш докладні дані про різноманітність версій. Могилу дітей біля воріт Електри згадує і Павсаній.

## Імена
- за Ферекід Лероським: Антімах, Климент, Глен, Теримах і Креонтіад[6]
- за Евріпідом: Теримах, Деікоонт і Арістодем[7]
- за Асклепіадом і Псевдо-Аполлодору: Теримах, Креонтіад, Деікоонт[8]
- за Батоном: Полідор, Анікет, Мекістофон, Патрокл, Токсокліт, Менебронт, Херсібій[9];
- за Дінієм Аргоським: Теримах, Креонтіад, Деікоонт і Деіон[10];
- за Діонісієм Киклографом: Теримах і Деікоонт[11];
- за Цецем: Онит, Теримах, Демокоонт, Креонтиад[12]
- за Псевдо-Гігіном: Теримах і Офіт[13]
- за Лактанцієм Плацидом: Оксей і Креонтіад або Леонтіад[14]
- за другим Ватиканським міфографом: Креонтіад і Арей (?)[15]

Р. Грейвза припускав, що в ритуалі Алкіди були учасниками танцю з мечами, який завершувався воскресінням жертви.